# Schefflera elegantissima
Schefflera elegantissima är en araliaväxtart som först beskrevs av Veitch och Maxwell Tylden Masters, och fick sitt nu gällande namn av Porter Prescott Lowry och David Gamman Frodin. Schefflera elegantissima ingår i släktet Schefflera och familjen araliaväxter. Inga underarter finns listade.

## Bildgalleri

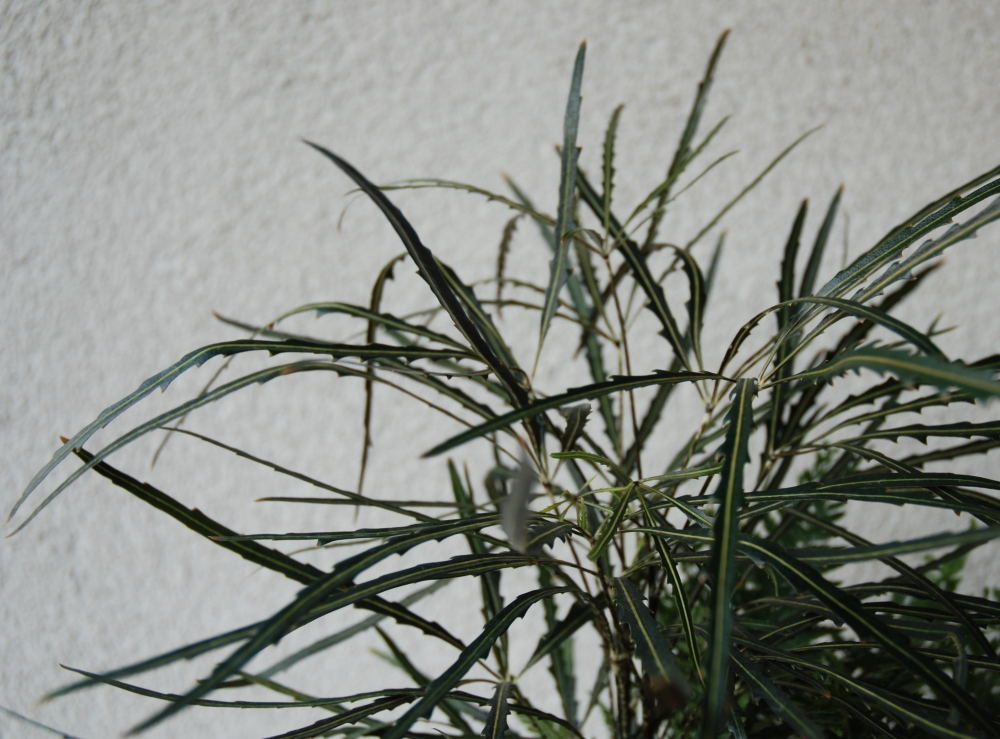